# Иоаким (Кондовас)
Митрополи́т Иоаки́м (греч. Μητροπολίτης Ιωακείμ, в миру Константи́нос Кондова́с, греч. Κωνσταντίνος Κοντοβάς; род. 1966, Волос, Греция) — епископ Иерусалимской православной церкви, митрополит Еленопольский.

## Биография
Родился в 1966 году в городе Волос в семье Иоанниса и Милицы Кондовас, был третьим ребёнком в семье. Окончил школу в городе Волос в Греции.
Окончил богословский факультет Афинского университета.
В 1986 году митрополитом Косским Иезекиилем (Цукаласом) он был рукоположён в сан диакона, а в 1993 году митрополитом Перистерийским Хризостомом (Зафирисом) в сан священника, после чего служил в разных церквах Греции.
В 1996 году перешёл в клир Аксумской митрополии Александрийской православной церкви, где сначала служил настоятелем собора святителя Фрументия в Аддис-Абебе в Эфиопии, затем — настоятелем Благовещенского храма в Асмэре в Эритрее.
Став Патриархом, Пётр VII вызвал архимандрита Иоакима в Египет и назначил его главным секретарём Священного Синода Александрийского Патриархата и настоятелем в патриаршем Никольском храме в Александрийском районе Ибрагимия. Занимался восстановлением этого храма.
23 ноября 1999 года решением Священного Синода Александрийского Патриархата назначен главным секретарём Священного Синода Александрийского Патриарха.
14 марта 2003 года решением Священного Синода Александрийского Патриархата освобождён от должности главного секретаря и единогласно избран епископом Замбийским.
23 марта того же года в кафедральном патриаршем соборе святого Саввы Освященного состоялась его епископская хиротония.
6 октября 2009 года Замбийская кафедра была возведена в ранг митрополии, в связи с чем епископ Иоаким стал митрополитом, ипертимом и экзархом Центральной Африки.
Занимался миссионерской деятельностью, строит церкви, школы, клиники и приюты. Имеет учёную степень по английскому языку, владеет арабским.
3 сентября 2015 года решением Священного Синода Иерусалимского Патриархата назначен преподавателем в священную Патриаршую школу Сиона Иерусалимского Патриархата
15 сентября 2015 года решением малого Священного Синода Александрийской Православной церкви был почислен на покой по собственной просьбе.
Получил канонический отпуст для перехода в Иерусалимский патриархат, и 2 декабря 2016 года решением Священного Синода Иерусалимского Патриархата причислен к Святогробской братии с титулом митрополита Еленопольского.